# Mas del Querol
El mas del Querol és un mas que es troba a la carretera de Castellvell, pujant cap a aquest poble des de Reus i dins del seu terme municipal, a la banda dreta, damunt del mas del Lozano.

## Descripció
És un edifici compacte, amb un cos central rectangular de planta baixa i un pis, a més d'unes golfes sota la coberta a dues vessants en forma de L, i la resta és un terrat. A la façana s'hi afegeix, a la planta baixa, un cos rectangular cobert per un terrat, i al costat, a la banda sud-oest, hi puja una torre quadrada amb planta baixa i tres pisos, que no té quasi finestres ni balconades, amb una coberta a quatre aigües, que té teules ceràmiques, com les altres del mas.
Les obertures principals i les pilastres tenen una sanefa de rajoles vidriades blaves i blanques, com un tauler d'escacs, com també el cos afegit i sota la coberta del mas i de la torre.

## Història
Per Ferran de Querol i de Bofarull, que era propietari del Palau Bofarull, Pere Caselles havia projectat una casa al carrer de Llovera, la casa Querol. Com a mas d'estiueig es va fer construir a la seva finca de la carretera de Castellvell un mas, sembla que per Domènec Sugranyes, que va reformar i ampliar un mas més antic. L'edifici és a un camí veïnal que surt de la carretera i dona accés a altres finques i masos i fa cap a la part del darrere del mas. Està rodejat d'un bosc d'alzines, palmeres i pins, molt dens, on hi ha una pista de tennis i una piscina.